# Restricción semántica
Restricción semántica es en lingüística la reducción del campo semántico del lexema.
Por ejemplo en la época del alto alemán medio "hôch(ge)zît" designaba una festividad eclesiástica o mundana, mientras que hoy en día "Hochzeit" ha visto reducido su campo semántico a la festividad en la cual se contrae matrimonio.
Este concepto ahora también se aplica en el mundo de la informática a la hora de la obtención de requisitos para un problema.
- Datos: Q6106568